# Bayóvar
Bayóvar (registrada por el INEI con el nombre Puerto Rico) es un pueblo portuario peruano del distrito de Sechura, ubicado en la provincia homónima en el departamento de Piura. Se ubica en el norte de la península de Illescas. En su puerto se halla la terminal del oleoducto Norperuano proveniente del departamento de Loreto (Norte de la Amazonia peruana) donde se embarca toda la producción petrolera. Se sitúa a unos 100 km al sur de la ciudad de Piura, y a unos 60 km de la ciudad de Sechura.

## Toponimia
Es muy probable que el topónimo Bayóvar se eligiese en conmemoración de la localidad de Ballobar, en Aragón, España. La ortografía cambió con el transcurso del tiempo como sucede con otros muchos topónimos. Se da la curiosa circunstancia que el nombre del Vallobar español procede de la antigua presencia de lobos en la zona (Ballobar = Vallobar = Valle Lobar = Valle de lobos) y que en el Bayóvar peruano hay también abundancia de lobos, aunque en este caso se trata de lobos marinos y no de cánidos. 

## Economía
Se desarrolla en la zona una importante actividad de pesca artesanal. A unos 20 km se encuentra la caleta Parachique, donde se construyen, con métodos artesanales, barcos para la pesca artesanal.
Bayóvar es también el puerto de embarque de los fosfatos extraídos de una depresión natural en el desierto de Sechura.
Bayóvar es una mina a cielo abierto de roca fosfórica, principalmente utilizados en la industria de fertilizantes. El yacimiento tiene una reserva de 238 millones de toneladas de fosfatos a ser explotadas. Báyovar fue inaugurada el 5 de agosto de 2010 y significó una inversión total de US$566mn. Bayóvar es una operación de Vale S.A.

## Ferrocarril Bayóvar-Reventazón
En 1903, se construyó un ramal de ferrocarril de 46 km de largo, con una trocha de 1 m, el cual corría al lado del cerro Illescas. Estaba destinado a la explotación minera de azufre. Fue construido por el Estado y concesionado a la Compañía Azufrera Sechura. Dejó de operar en 1920.

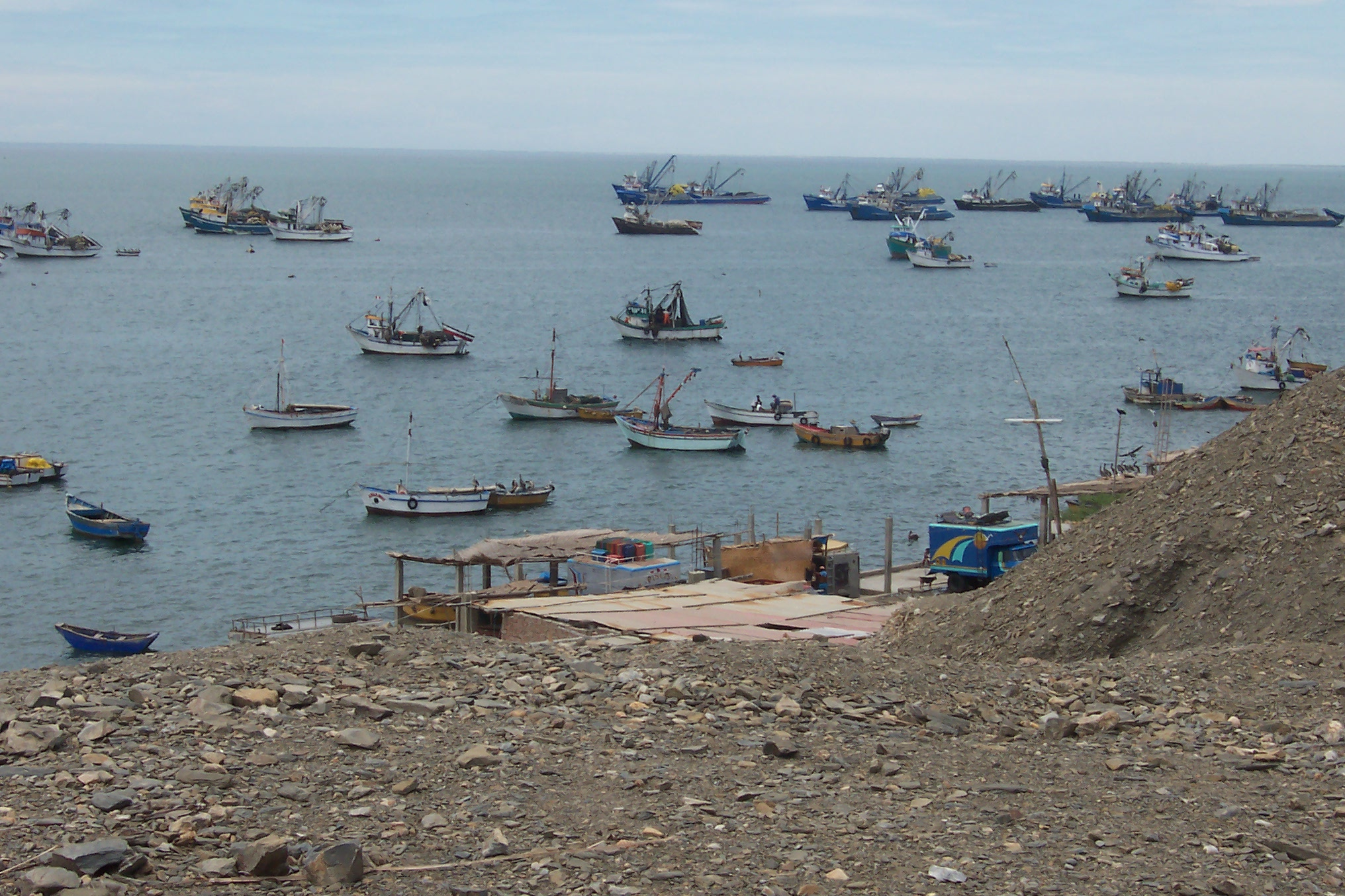
Barcos de pesca artesanal
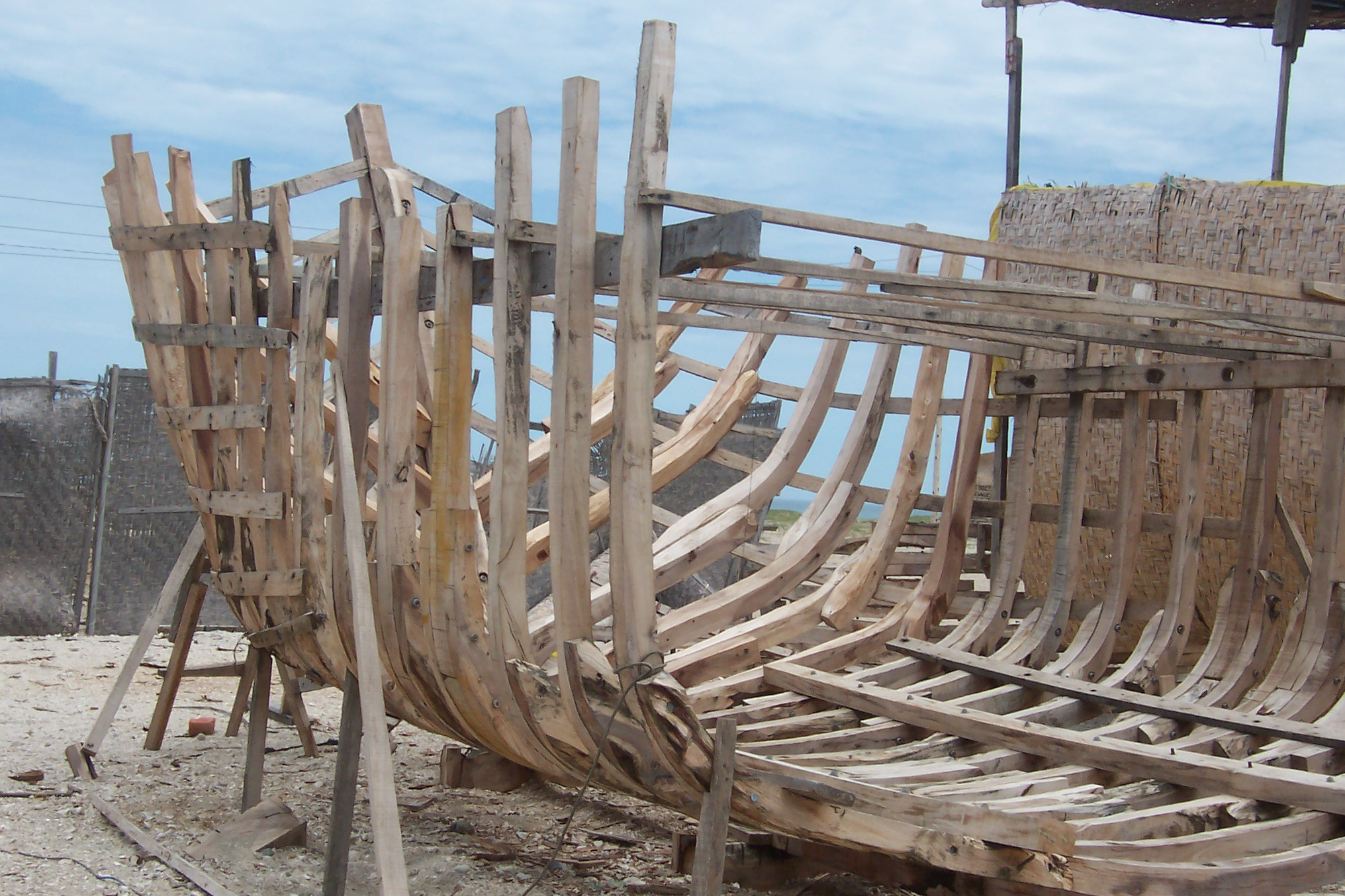
Construcción artesanal de un pesquero
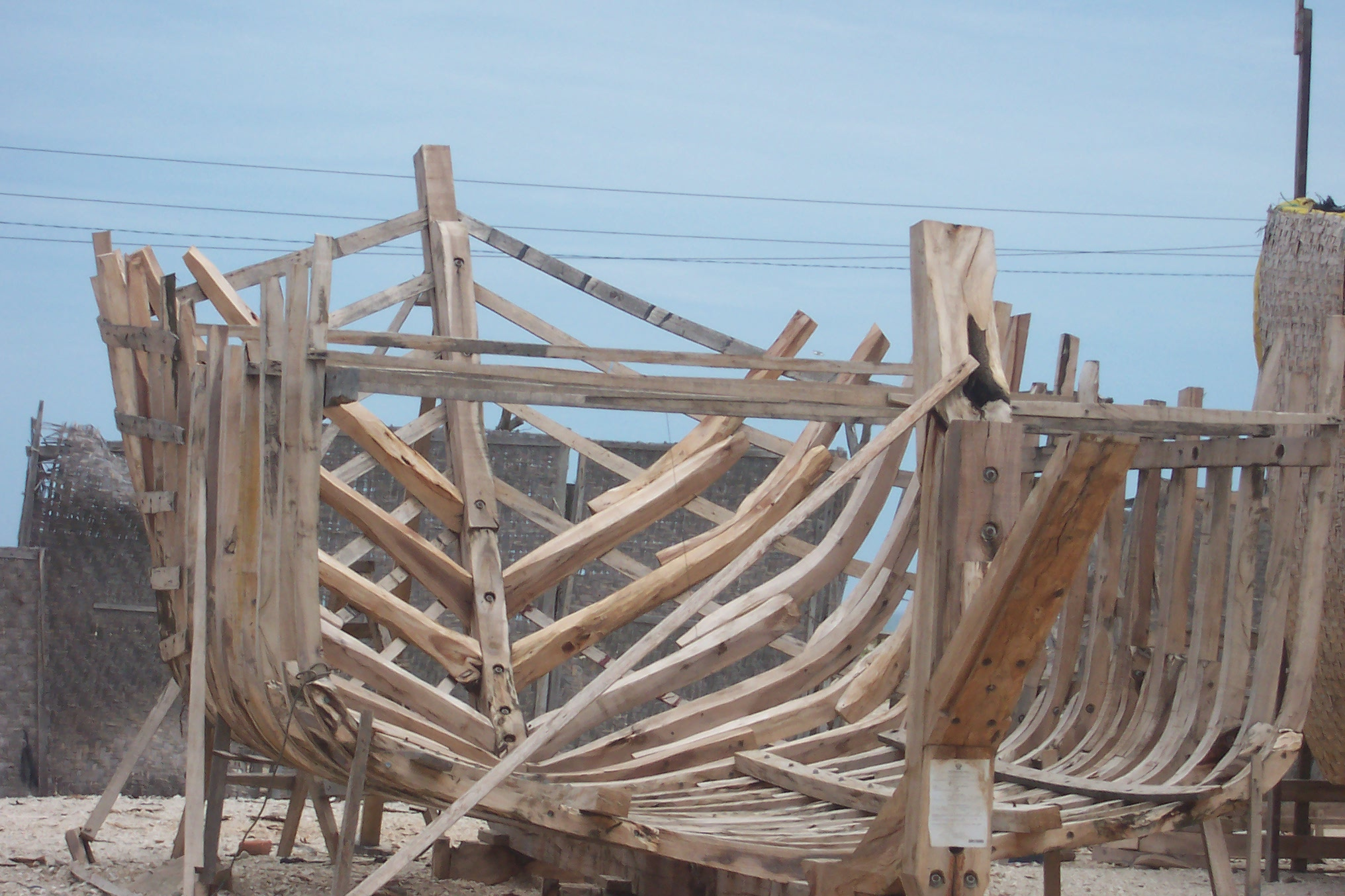
Parachique en el desierto de Bayóvar